# Araponga-da-amazônia
Procnias albus, conhecido popularmente como araponga-da-amazônia, é uma de ave da família Cotingidae. É encontrada em florestas nas Guianas, com uma população pequena na Venezuela e nos estados brasileiros Pará e Roraima, assim como em Trinidad e Tobago. Do mesmo modo que nas duas outros espécies do gênero Procnias, os machos têm apêndices carnudos, estruturas semelhantes à pele vermelha que fica pendurada na garganta dos galos.

## Descrição
A araponga-da-amazônia mede aproximadamente 28 cm de comprimento. O macho é branco puro com um bico preto que tem um apêndice carnudo negro, esparsamente emplumado com penas brancas, que tem origem no topo do bico e fica pendurado para o lado, geralmente o lado direito; a fêmea possui uma coloração geral verde-oliva, com listras verde-oliva nas partes inferiores amareladas, e se assemelha às fêmeas de outras espécies de arapongas. É improvável que o macho seja confundido com qualquer outra espécie, mas a fêmea se parece com a da araponga-do-nordeste (Procnias averano), mas este tem uma cabeça oliva escura e listras pretas na garganta.
De acordo com um estudo publicado em 2019, a araponga-da-amazônia tem a vocalização mais alta já registrada em aves, alcançando 125 dB. A marca era anteriormente atribuída ao cricrió com 116 dB.

## Conservação
Apesar da araponga-da-amazônia ser incomum, estima-se que sua população total seja grande. A população pode estar em leve declínio devido ao desmatamento, mas não em ritmo rápido o suficiente para ser considerada ameaçada, então a IUCN avaliou o seu estado de conservação em pouco preocupante.